# União das Freguesias de Alhões, Bustelo, Gralheira e Ramires
União das Freguesias de Alhões, Bustelo, Gralheira e Ramires, kurz Alhões, Bustelo, Gralheira e Ramires, ist eine portugiesische Gemeinde (Freguesia) im Kreis (Concelho) von Cinfães, im Distrikt Viseu. Sie umfasst eine Fläche von 37,52 km² und hat 595 Einwohner (Stand nach Zahlen von 2011).
Die Gemeinde entstand im Zuge der kommunalen Neuordnung Portugals nach den Kommunalwahlen am 29. September 2013, als Zusammenschluss der bisherigen Gemeinden Alhões, Bustelo, Gralheira und Ramires. Sitz wurde Alhões, während die anderen Gemeindeverwaltung als Bürgerbüros bestehen blieben.